# Progetto NordEst
Progetto NordEst (PNE) és un partit polític regionalista de matriu vèneta que opera a les regions del Vèneto, Friül-Venècia Júlia i Trentino-Tirol del Sud. Fou fundat el juny de 2004 per Giorgio Panto. Defensa la tesi d'independència i autonomia de la Regió Véneto juntament amb les altres dues regions veïnes, basada en la unitat de tradicions, llengua i valors. L'objectiu és la constitució d'una macroregió formada per 13 províncies autònomes que decidiran singularment com administrar els recursos propis i tutelar la pròpia identitat

## Història
Fou creat el juny de 2004 per obra de Giorgio Panto, es presentà a les eleccions regionals italianes de 2005 amb candidats fora del sistema bipolar, tot assolint el 6% dels vots al Vèneto i dos representants al Consell regional, cas únic en un partit al marge dels pols.
El PNE critica el federalisme i la devolució de poders aprovada pel govern de Silvio Berlusconi a sol·licitud de la Lliga Nord, així com la constitució d'un Senat federal (l'entrada en vigor del qual era prevista per al 2011), ja que encara es manté un fort rol del govern central.
A les eleccions legislatives italianes de 2006 es presentà com a llista autònoma per la Cambra dels Diputats al Véneto i al Friül, obtenint 92.000 vots (0,2% a nivell nacional, 3% al Véneto) i 93.000 al Senat. La seva presència fou fortament criticada pel cap vénet de la Casa de les Llibertats, Giancarlo Galan, ja que amb la suma dels vots del PNE haurien guanyat.
El 26 de novembre de 2006 Panto va morir en un accident d'helicòpter quan anava a una illa de la seva propietat a la llacuna véneta.
L'u d'abril de 2007 l'assemblea dels delegats provincials nomena Mariangelo Foggiato (conseller regional) secretari polític del partit. És nomenat president organitzatiu Thomas Panto, fill de Giorgio, qui és nomenat president perpetu.
A les eleccions legislatives italianes de 2008 decidí no presentar-se, en quant no havia estat acceptada la proposta d'acord amb el Poble de la Llibertat en un punt vinculant com era cedir el 59% de l'IVA a la regió Vèneto.